# بزو سن ژرمن
بزو سن ژرمن (به فرانسوی: Bézu-Saint-Germain) یک کمون در فرانسه است که در ان (ا-دو-فرانس) واقع شده‌است. بزو سن ژرمن ۱۱٫۱۳ کیلومتر مربع مساحت دارد ۲۱۰ متر بالاتر از سطح دریا واقع شده‌است.